# Acacia calcicola
Acacia calcicola är en ärtväxtart som beskrevs av Forde och Ernest Horace Ising. Acacia calcicola ingår i släktet akacior, och familjen ärtväxter. Inga underarter finns listade i Catalogue of Life.